# Microbisium zariquieyi
Espèce
Synonymes
- Obisium zariquieyi Navás, 1919

Microbisium zariquieyi est une espèce de pseudoscorpions de la famille des Neobisiidae.

## Distribution
Cette espèce est endémique d'Espagne. Elle se rencontre en Catalogne et en Castille-et-León.

## Description
L'holotype mesure 1,6 mm.

## Systématique et taxinomie
Cette espèce a été décrite sous le protonyme Obisium zariquieyi par Navás en 1919. Elle est placée dans le genre Microbisium par Beier en 1932.

## Étymologie
Cette espèce est nommée en l'honneur de Ricardo Zariquiey Álvarez.

## Publication originale
- Navás, 1919 : Excursiones entomológicas por Cataluña durante el verano de 1918. Memorias de la Real Academia de Ciencias y Artes de Barcelona, sér. 3, vol. 15, p. 181-214.